# Araneus nossibeus
Araneus nossibeus este o specie de păianjeni din genul Araneus, familia Araneidae. A fost descrisă pentru prima dată de Strand, 1907.
Este endemică în Madagascar. Conform Catalogue of Life specia Araneus nossibeus nu are subspecii cunoscute.